# 羣母
羣母（白一平轉寫：g-），又寫作群母，是中古漢語的聲母，屬牙音，全濁聲母，只配三等字。

## 擬音
大多漢語、域外方音、對音中，羣母大多發/ɡ/，學界一致同意將之擬爲/ɡ/，但對其送氣性質並無一致意見，有學者認爲是送氣音[gʱ]，也有認爲是不送氣音[g]，或者無所謂送氣或者平送仄不送等；不過，這聲母在送氣不送氣方面沒有對立音位。
| 聲母 | 高本漢 | 李方桂 | 陸志韋 | 王力 | 周法高 | 李榮 | 邵榮芬 | 蒲立本 | 董同龢 | 鄭張尚芳 | 潘悟雲 | 《廣韻》字數 |
| ---- | ------ | ------ | ------ | ---- | ------ | ---- | ------ | ------ | ------ | -------- | ------ | ------------ |
| 羣   | gʱ     | g      | g(gʷ)  | gʱ   | g      | g    | g      | g      | gʱ     | g        | g      | 716          |

註：過往學界曾用逆撇號「ʻ」代表送氣音，後來國際語音學學會已規範以「ʱ」作爲濁音送氣符號，上表亦依規範統一。

## 今音

#### 官
- 北京音顎化，平聲爲[tɕʰ]（ㄑ、q）；仄聲爲[tɕ]（ㄐ、j），个别合口字（“葵羣合甲脂平”、“狂羣合三陽平”等）除外。
- 多數羣母字在南方官話都保留洪音，平聲[kʰ]，仄聲[k]；個別羣母字或退化爲細音。

#### 閩南
讀[k]。

#### 粵
廣府片中，羣母字平聲送氣，讀如溪母[kʰ]；沒變去的上聲字跟平聲一樣送氣，去聲字則不送氣，讀如見母[k]；學界普遍將合口字派入合口聲母困母[kʰʷ]和古母[kʷ]。聲調派陽。 

#### 贛
全部清化讀[kʰ]（洪音）或[tɕʰ]（細音）。

#### 客
全部清化讀[kʰ]。

#### 湘
- 不分平仄讀法相同（除辰溆片），新湘語讀[k]或[tɕ]；老湘語讀[g]（洪音）或[dʐ]、[d]（細音）等。
- 辰溆片平聲保留全濁音讀法，仄聲則讀為對應的不送氣清音。

#### 吳
多讀[g]（洪音）或[ʥ]（細音），但在吳語區邊緣的宣州片，無論其他濁塞音保留與否，[g]普遍消失（甘棠話除外），如黃山區作[ɕʰ]，南京高淳區作[ɦʰ]。

## 參閱
- 廣韻查詢系統-羣母 （页面存档备份，存于）